# Linstead Parva
Linstead Parva – wieś i civil parish w Anglii, w hrabstwie Suffolk, w dystrykcie East Suffolk. Miejscowość liczy 81 mieszkańców.